# Шимон, Ладислау
Ладислау Шимон (рум. Ladislau Șimon, венг. László Simon, 25 сентября 1951, Тыргу-Муреш, Муреш — 12 мая 2005, Тыргу-Муреш) — румынский борец вольного стиля, призёр Олимпийских игр, чемпион мира и Европы.

## Биография
Родился в 1951 году в Тыргу-Муреше. В 1973 году завоевал бронзовую медаль чемпионата мира. В 1974 году стал чемпионом мира и завоевал серебряную медаль чемпионата Европы. На чемпионате Европы 1975 года стал обладателем бронзовой медали. В 1976 году стал чемпионом Европы и завоевал бронзовую медаль Олимпийских игр в Монреале.